# MFJレディースロードレース
MFJレディースロードレース（エムエフジェイレディースロードレース）は、かつて日本モーターサイクルスポーツ協会（MFJ）が主催していたロードレースの一カテゴリー。

## 概要
読んで字のごとく、参加資格を女性限定としたシリーズとして2007年にスタート。当初は筑波サーキットで年間3戦レースが開催されたほか、2012年よりスポーツランドSUGOでも年間2戦が行われるなど規模を拡大（SUGOは同サーキットの「R-15ロードレースアカデミー」との併催）。2014年からは筑波・SUGOでの開催を休止しツインリンクもてぎに場所を移した。
レース初心者でも気軽にレースに参加できるように、レース本番の前には事前講習会がセットになっていた（2013年まで）。事前講習会の講師には坂田和人・井形ともらロードレース世界選手権（MotoGP）の参戦経験者が名を連ねており、講習会だけの参加も可能となっている。なお筑波はレースだけの参加は不可だったが、SUGOはレースのみの参加も可能。自分のバイクを持っていない人間向けにレンタル車両（筑波はホンダ・CBR150R、SUGOはヤマハ・YZF-R15）も用意されており、モータースポーツライセンスを持っていない場合でも講習会で必要なライセンスを同時に取得することができた。
2014年からは、クラスを年齢で「プリンセス（20歳未満）」「クイーン（20歳以上）」の2段階、エンジン型式で「250cc・TWIN」「250cc・SINGLE」「150cc」の3段階に区分し、計6クラス制をとることになった。一方で事前講習会やレンタル車両制度が原則廃止されるなど、初心者向けサービスが縮小している部分もある。
基本的に女性ライダーの底辺拡大を目的としたシリーズだが、2009年・2010年チャンピオンの岡崎静夏のように全日本ロードレース選手権へステップアップする例や、2011年チャンピオンの小椋華恋（小椋藍の姉、川口35期）のようにオートレース選手に転身する例も見られ、一時は若手育成カテゴリーの一つとしても注目された。
2017年、単独のレースシリーズとしての開催を前年で終了し、同年からはもてぎロードレース選手権の一クラス（ST150クラスとの混走）として開催されることがアナウンスされた。